# Municipio de San Marcial Ozolotepec
El municipio de San Marcial Ozolotepec es uno de los 570 municipios que conforman al estado mexicano de Oaxaca. Pertenece al distrito de Miahuatlán, dentro de la región sierra sur. Su cabecera es la localidad de San Marcial Ozolotepec.

## Geografía
El municipio abarca 53.69 km² y se encuentra a una altitud promedio de 2380 m s. n. m., oscilando entre 2800 y 800 m s. n. m.
Colinda al norte con el municipio de Santa María Ozolotepec; al este con Santa María Ozolotepec y San Mateo Piñas; al sur con San Mateo Piñas y el municipio de Pluma Hidalgo; y al oeste con San Pedro el Alto y San Miguel Suchixtepec.

### Fisiografía
El municipio pertenece a la subprovincia de la cordillera costera delsur, dentro de la provincia de la Sierra Madre del Sur. El 82% de su territorio lo constituye el sistema de topoformas de la sierra alta compleja y el 18% restante la sierra de cumbres tendidas. El relieve predominante es de montaña.

### Hidrografía
San Marcial Ozolotepec se encuentra en la subcuenca del río Copalita, dentro de la cuenca del río Copalita y otros, perteneciente a la región hidrológica de Costa de Oaxaca-Puerto Ángel. Su principal afluente es el río San Miguel.

## Clima
El clima del municipio es templado subhúmedo con lluvias en verano en el 54% de su territorio y semicálido húmedo con abundantes lluvias en verano en el 46% restante. El rango de temperatura promedio es de 16 a 18 grados celcius, el máximo promedio va de 22 a 24 grados y el mínimo promedio es de 6 a 8 grados. El rango de precipitación media anual es de 1200 a 1500 mm y los meses de lluvia son de noviembre a abril.

## Demografía
De acuerdo al último censo, realizado por el INEGI en 2010, en el municipio habitan 1525 personas, repartidas entre 20 localidades.

### Grado de marginación
De acuerdo a los estudios realizados por la Secretaría de Desarrollo Social en 2010, 62% de la población del municipio vive en condiciones de pobreza extrema. El grado de marginación de San Marcial Ozolotepec es clasificado como Muy alto. En 2013 el municipio fue incluido en la Cruzada nacional contra el hambre.

## Política

### Gobierno
El municipio se rige mediante el sistema de usos y costumbres, eligiendo gobernantes cada tres años de acuerdo a un sistema establecido por las tradiciones de sus antepasados.

### Regionalización
San Marcial Ozolotepec pertenece al X Distrito Electoral Federal de Oaxaca y al VII distrito electoral local.